# 16583 Oersted
16583 Oersted este un asteroid din centura principală de asteroizi.

## Descriere
16583 Oersted este un asteroid din centura principală de asteroizi. A fost descoperit pe 26 iulie 1992 la Observatorul La Silla de Eric Walter Elst. Asteroidul prezintă o orbită caracterizată de o semiaxă mare de 3,23 ua, o excentricitate de 0,05 și o înclinație de 22,6° în raport cu ecliptica.